# Tongi
Tongi (Bengalisch: টঙ্গী, ṭaṅgī; früher anglisierend: Tungi) ist eine Industriestadt in Bangladesch nördlich von Dhaka. Die Stadt zählt laut der Volkszählung von 2011 476.350 Einwohner. Tongi besteht aus 9 Wards (Stadtbezirken).
Die Stadt wächst sehr schnell, so dass sie bald mit der Stadt Dhaka völlig verschmolzen sein wird.
Tongi ist vor allem bekannt als Veranstaltungsort der Bishwa Ijtema, einer religiösen Massenveranstaltung, die jedes Jahr mehr als eine Million Besucher anzieht.

## Bevölkerungsentwicklung
| Jahr | Einwohnerzahl |
| ---- | ------------- |
| 1974 | 67.420        |
| 1981 | 94.580        |
| 1991 | 168.702       |
| 2001 | 283.099       |
| 2011 | 476.350       |